# كينيث د. بيلي (عالم اجتماع)
كينيث د. بيلي (بالإنجليزية: Kenneth D. Bailey)‏ هو عالم اجتماع أمريكي، ولد في 1943.